# Inti-Illimani live
Inti-Illimani Live è una VHS del gruppo cileno Inti-Illimani, pubblicata nel 1994 dalla Warner Music Italy.

## Descrizione
La videocassetta in gran parte documenta il concerto da loro tenuto il 1º maggio 1994 a Reggio Emilia all'interno di un evento intitolato Concerto per la Pace. Fanno eccezione il brano di apertura Angelo, che consiste nel videoclip ufficiale realizzato in studio, Vuelvo le cui immagini sono state realizzate nel settembre 1988 e documentano l'arrivo del gruppo in Cile, dopo anni di esilio, e il concerto subito effettuato a Santiago del Cile, e El guarapo y la melcocha, versione in studio utilizzata sopra i titoli di coda della VHS.
Le canzoni sono intervallate da interviste ai membri degli Inti-Illimani e a Beppe Carletti.
In 3 dei brani eseguiti sono ospiti i Nomadi.

## Tracce
1. Angelo (musica: Horacio Salinas)
2. Lo que más quiero (testo: Violeta Parra – musica: Isabel Parra)
3. Danza di Calaluna (musica: Horacio Salinas)
4. Señora chichera (tradizionale della Bolivia)
5. Mulata (testo: Nicolás Guillén – musica: Horacio Salinas)
6. Alturas (musica: Horacio Salinas)
7. Vuelvo (testo: Patricio Manns – musica: Horacio Salinas)
8. El pueblo unido jamás será vencido (con i Nomadi) (testo: Sergio Ortega e Quilapayún – musica: Sergio Ortega)
9. La fiesta de San Benito (con i Nomadi) (tradizionale della Bolivia)
10. In favelas (con i Nomadi) (testo: Marco Petrucci – musica: Giuseppe Carletti, Odoardo Veroli e Marco Petrucci)
11. Ramis (musica: tradizionale)
12. Samba landó (testo: Patricio Manns – musica: Horacio Salinas e José Seves)
13. El guarapo y la melcocha (tradizionale)

## Formazione
- Jorge Coulón
- Marcelo Coulon
- Max Berrú
- Horacio Durán
- Horacio Salinas
- José Seves
- Renato Freyggang

## Ospiti
- Nomadi

### Collaboratori
- René Castro: disegno di copertina
- Marco Barbieri: interviste
- Leonardo Malvica: regia
- Victor Seves: regia audio